# Miller-index

Miller-indexen voor vlakken (111) en (221) van een kristalstelsel. Rechts wordt afgebeeld hoe men m.b.v. het kruispunt met de assen een Miller-index opstelt.

De Miller-index of Millerindex is een notatiesysteem, dat wordt toegepast bij roostervlakken en -richtingen in de Bravais-kristalroosters. Om die reden wordt er ook gesproken over "Miller-Bravais-indices". Het is de oriëntatie van een kristalvlak ten opzichte van het kristalrooster. Miller-indices fungeren dus als een afkorting van de vlakvergelijking.
De Miller-indices werden in 1839 geïntroduceerd door de Britse mineraloog William Hallowes Miller.

## Methode
De roosterstructuren die volgen uit de veertien Bravaistralies (tabel), hebben een repetitief karakter. Voor een beschrijving van de roosterrichtingen en -vlakken zijn er dan ook vectoren en indices opgesteld. Negatieve indices worden conventioneel aangeduid met een streep erboven. Zo wordt met 1 index -1 aangegeven. 

## Roosterrichting

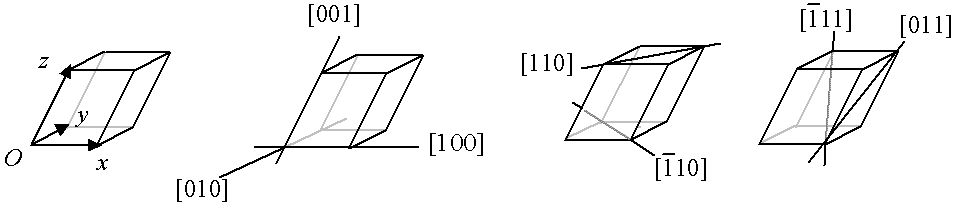
Voorbeelden van de notatie bij roosterrichtingen.

Een roosterrichting, kristalrichting of kristaloriëntatie is in de kristallografie een lineaire vector in een kristalrooster. Roosterrichtingen worden gebruikt om repetitieve structuren in kristalroosters te beschrijven.

### Kristallografische richtingen
Kristallografische richtingen worden aangeduid met een vector die bestaat uit drie getallen, corresponderend met de drie dimensies in een rooster. De vector start in de oorsprong van het assenstelsel, en loopt evenwijdig met de bedoelde richting. Dit geeft een vector {\displaystyle ua+vb+wc}, met {\textstyle a}, {\textstyle b}, {\textstyle c} de roosterconstanten van het desbetreffende rooster (tabel). Deze richting krijgt de index {\textstyle [uwv]}.
Zo is:
- de richting [100] een ribbe van het rooster;
- de richting [110] een diagonaal van een zijvlak van het rooster;
- de richting [111] een ruimtediagonaal van het rooster

Negatieve waarden in een vector worden beschreven met een streepje boven het getal.

### Families van richtingen
In het geval van een kubisch rooster hebben de richtingen [100], [010], [001], [100], [010] en [001] exact dezelfde lengte, maar verschillende richtingen. Zo'n groep wordt een "familie" (verzameling) van richtingen genoemd. Ter vereenvoudiging worden deze vectoren, verzameld in een groep, genoteerd als {\textstyle <uwv>}.
Bijvoorbeeld:
{\textstyle <100>=[100],\ [010],\ [001]}

Zo omvat in een kubisch systeem:
- de familie <100> alle ribbes van het rooster;
- de familie <110> alle zijvlaksdiagonalen van het rooster;
- de familie <111> alle ruimtediagonalen van het rooster.

## Kristalvlakken

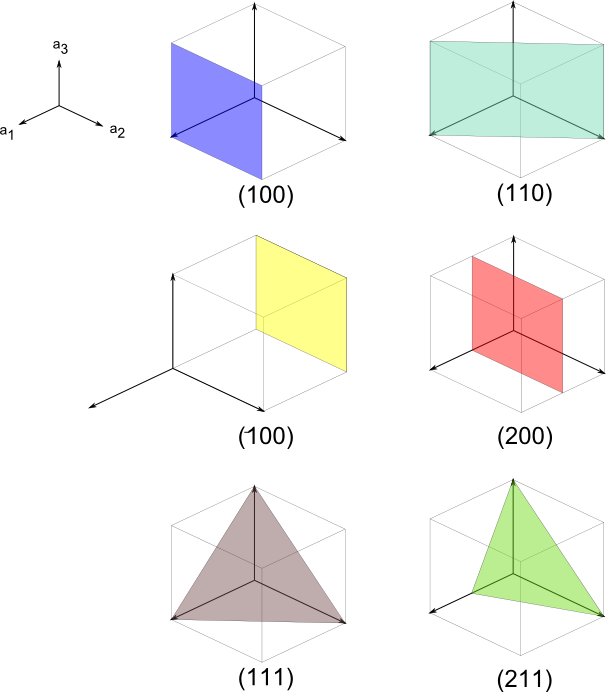
Voorbeelden van de notatie voor vlakken in een kubisch kristalstelsel.

Een kristalvlak is een vlak in een kristal waarin het rooster zich in een herhalend patroon vormt. Een soortgelijke notatie is aanwezig bij het beschrijven van de vlakken in een rooster. Vlakken worden altijd genoteerd met ronde haakjes, zoals {\textstyle (hkl)}. 
Een familie (verzameling) van vlakken wordt genoteerd als {\textstyle \{hkl\}}.
Bijvoorbeeld:
{\textstyle \{111\}=(111),\ (11{\bar {1}}),\ (1{\bar {1}}1),\ ({\bar {1}}11)}
triklien · monoklien · orthorombisch · tetragonaal · trigonaal · hexagonaal · kubisch